# Yo no soy esa
Yo no soy esa és una pel·lícula espanyola de comèdia romàntica de 2024, dirigida per Maria Ripoll, que va coescriure el guió juntament amb Olga Iglesias. És protagonitzada per Verónica Echegui. Es va estrenar en el Festival de Màlaga el 6 de març de 2024, i va arribar als cinemes espanyols el 31 d'octubre de 2024, amb distribució de Sony Pictures Entertainment Iberia. S'ha subtitulat al català.

## Trama
La Susana (Verónica Echegui) es desperta després de 20 anys en coma. Ara és una adolescent en un cos de senyora en ple segle xxi. La Susana haurà de moure's en un món en el qual res li és familiar i haurà d'aprendre a conviure-hi.

## Repartiment
- Verónica Echegui com a Susana
- Silma López
- Adam Jezierski
- Olivia Molina
- Daniel Grao
- Ángela Molina
- Aina Roselló

## Producció
El novembre de 2022, es va anunciar que Yo no soy esa era una de les vint-i-vuit pel·lícules que rebrien suport econòmic en la segona ronda de les ajudes generals de 2022 de l'Institut de la Cinematografia i de les Arts Audiovisuals. El 3 de març de 2024, la productora de Maria Ripoll, Cahuenga Filmmakers, i El Estudio van anunciar un acord amb Sony Pictures International Productions per a la creació d'un segell de pel·lícules, The Love Collection, sota el qual es produirien comèdies romàntiques escrites i dirigides per dones i que ja havia posat en desenvolupaments els llargmetratges Yo no soy esa i Welcome. Aquell mateix dia, es va anunciar que Ripoll dirigiria Yo no soy esa com la primera pel·lícula del segell, i que Verónica Echegui, Silma López, Ángela Molina, Daniel Grao i Adam Jezierski formarien part del repartiment protagonista. El rodatge de la pel·lícula va començar el març de 2023 a Barcelona, i va concloure el maig de 2023.

## Estrena i màrqueting
El febrer de 2024, es va anunciar que Yo no soy esa s'estrenaria al Festival de Màlaga el 6 de març de 2024. El setembre de 2024, Sony Pictures Entertainment Ibèria va estrenar el tràiler de la pel·lícula i va programar la seva estrena als cinemes d'Espanya per al 31 d'octubre de 2024.